# La Sieste (Manguin)
Pour les articles homonymes, voir La Sieste.
La Sieste ou Le Rocking Chair est un tableau réalisé par le peintre français Henri Manguin en 1905. Cette huile sur toile fauve représente une femme faisant la sieste sur une chaise longue à l'ombre de plusieurs arbres. Présentée au Salon d'Automne de 1905, elle est conservée à Winterthour, en Suisse.

## Expositions
- Salon d'Automne de 1905, Grand Palais, Paris, 1905.